# 京都市立銅駝中学校
京都市立銅駝中学校（きょうとしりつどうだちゅうがっこう）は、京都府京都市中京区にあった公立中学校。なお、本項では現校地にあった前身の銅駝小学校についても解説する。

## 概要
京都市立銅駝中学校は、明治2年（1869年）に京都で設立された64の番組小学校の一つである銅駝小学校がもとになり、戦後の教育改革に際して昭和22年（1948年）に新制中学校として開校し、1979年（昭和54年）に京都市立柳池中学校に統合され、閉校した。

## 校名
「銅駝」は平安京の左京二条（大宮大路より東、中御門大路より南、二条大路より北、東京極大路より西）および右京二条（西大宮大路より西、中御門大路より南、二条大路より北、西京極大路より東）の坊名である「銅駝坊」に由来する。平安京に17ある坊名のうち8つは洛陽からとられており、銅駝坊はそのひとつである。洛陽の銅駝坊はシルクロードへの起点にあたる所に銅製の駱駝像が置かれていたことに由来する。1875年（明治8年）に、第2代京都府知事・槇村正直が銅駝坊にちなんで「銅駝校」と命名したと伝えられている。

## 沿革

### 銅駝小学校
- 1869年（明治2年）9月21日 - 上京第三十一番組小学校として二条通寺町東入ル榎木町に設立[4][5]
- 1875年（明治8年） - 校名を銅駝に改称
- 1892年（明治20年） - 銅駝尋常小学校に改称
- 1903年（明治36年） - 現校地である京都府舎密局跡地に移転[6]
- 1941年（昭和16年）4月 - 京都市銅駝国民学校に改称[7]
- 1948年（昭和23年）- 閉校[7]

### 銅駝中学校
- 1947年（昭和22年） - 学制改革により、京都市立銅駝中学校を銅駝小学校内に設置[8]
- 1948年（昭和23年） - 銅駝小学校が閉校し、独立開校[8]
- 1979年（昭和54年） - 京都市立柳池中学校に統合[8]

### 閉校後
- 1980年（昭和55年） - 校地・校舎を銅駝美術工芸高等学校に転用

- 2017年（平成29年） - 銅駝美術工芸高等学校の移転が決定。
- 2019年（平成31年）12月 - 銅駝校跡地活用検討委員会が京都市に「銅駝美芸高校移転後についての要望書」を提出[9]。
- 2023年（令和5年）3月 - 銅駝美術工芸高等学校が新校地に移転。

## 通学区域
銅駝中学校の通学区域は、春日小学校と立誠小学校の通学区域、元学区でいうと春日学区（上京区）・銅駝学区・立誠学区であった。
銅駝小学校の通学区域は、銅駝学区各町であった。

## 銅駝学区
銅駝学区（どうだがっく）は、京都市の学区（元学区）のひとつ。京都市中京区に位置する。明治初期に成立した地域区分である「番組」に起源を持ち、学区名の由来ともなる元銅駝小学校の通学区域と合致し、今でも地域自治の単位となる地域区分である。

### 銅駝学区の沿革
明治2年（1869年）の第二次町組改正により成立した上京第31番組に由来し、同年には、区域内に上京第31番組小学校が創立した。
上京第31番組は、明治5年（1872年）には上京第31区、明治12年（1879年）には区が組となり上京第31組となった。設置された上京第31番組小学校は、その後明治8年に校名を銅駝に改称した。
上京第31組は、学区制度により明治25年（1892年）には上京第26学区となった。
昭和4年（1929年）に、学区名が小学校名により改称され、上京区・下京区から、左京区・中京区・東山区が分区されると、上京第26学区から銅駝学区となり、中京区に属した。昭和17年（1942年）に京都市における学区制度は廃止されるが、現在も地域の名称、地域自治の単位として用いられている。
戦後の教育改革により、昭和22年に銅駝小学校に新制中学校として銅駝中学校が設けられ、翌昭和23年に銅駝小学校が閉校し、銅駝中学校が独立して開校した。その銅駝中学校が閉校後の校地・校舎を利用して置かれていた銅駝美術工芸高等学校は、令和5年に下京区に移転した。

#### 銅駝学区の通学区域
銅駝学区に設けられた銅駝小学校が、新制中学校の銅駝中学校となったため、銅駝学区では小学校は2つの通学区域（立誠小学校・富有小学校）に分けられることになったが、現在は、学区全体が京都市立御所東小学校の通学区域となっている。

### 人口・世帯数
京都市内では、概ね元学区を単位として国勢統計区が設定されており、銅駝学区の区域に設定されている国勢統計区（中京区第20国勢統計区）における令和2年（2020年）10月の人口・世帯数は3,183人、1,888世帯である。

### 地理
中京区の北東部に位置する学区であり、西側は富有学区・柳池学区、南側は立誠学区、東側は左京区の川東学区・新洞学区、北側は上京区の春日学区に接する。区域は、東は鴨川、西は寺町通、北は丸太町通の南、南は三条通の北で限られ、面積は0.305平方キロメートルである。

### 銅駝学区内の通り

#### 東西の通り
- 丸太町通
- 下御霊図子通
- 竹屋町通
- 夷川通
- 二条通
- 押小路通
- 御池通
- 姉小路通
- 三条通

#### 南北の通り
- 木屋町通
- 土手町通
- 中町通
- 河原町通
- 新椹木町通
- 新烏丸通
- 寺町通

### 銅駝学区の町名
- 東生洲町
- 上樵木町
- 上大阪町
- 末丸町
- 鉾田町
- 大文字町
- 指物町
- 清水町
- 一之船入町
- 下丸屋町
- 恵比須町
- 西革堂町
- 角倉町
- 東椹木町
- 梅之木町
- 橘柳町
- 行願寺門前町
- 藤木町
- 常盤木町
- 樋之口町
- 榎木町
- 西生洲町